# Vijay Seshadri
Vijay Seshadri (Bangalor, 13 de fevereiro de 1954 é um poeta, ensaísta e crítico literário norte-americano. Em 2014, venceu o Prêmio Pulitzer de Poesia pela obra 3 Sections.